# برنامه‌نویس بازی ویدئویی

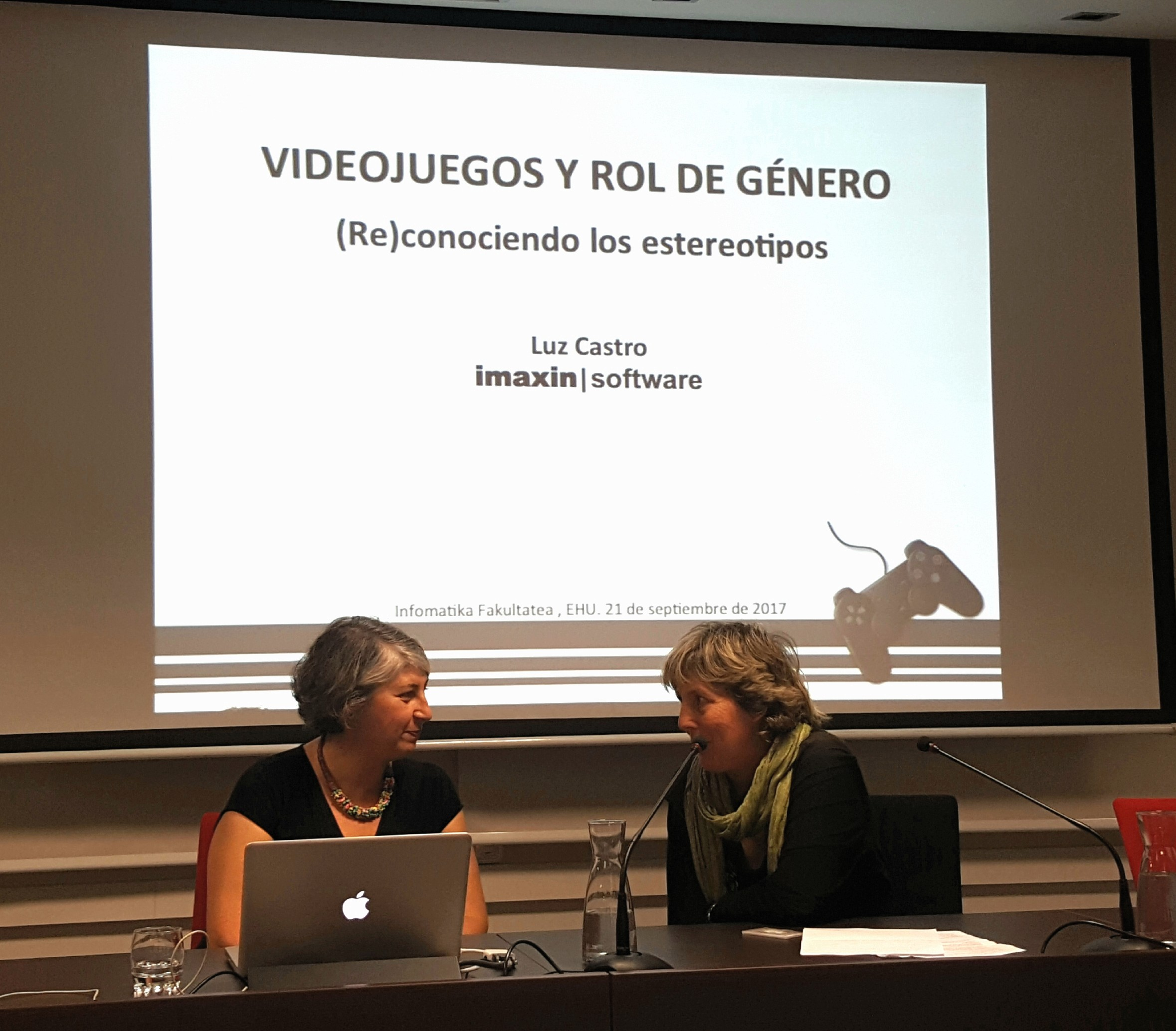
دو فرد بازی‌نویس

برنامه‌نویس بازی یا در اصطلاح بازی‌نویس معمولاً به شخص یا گروهی گفته می‌شود که در زمینه ساخت، توسعه و تولید کدهای بازی‌نویسی یا ساخت بازی‌های ویدئویی فعالیت میکنند.

## تاریخچه
تاریخچه ساخت بازی‌های رایانه‌ای به سال ۱۹۷۰ تا اواسط ۱۹۸۰ باز می‌گردد که به علت محدود بودن کامپیوترهای موجود مجبور بودند طراحی شخصیت یا کاراکتر بازی را نیز بر عهده بگیرند.
بازی‌ها معمولاً بسیار سبک و فاقد کیفیت بودند و تنها برای چند دقیقه‌ای کاربر را سرگرم می‌کردند.

## رشته
ساخت و طراحی بازی‌های ویدئویی معمولاً به توانایی‌های خاصی نظیر کدنویسی طراحی کاراکتر ۳ بعدی سازی موسیقی متن و استراتژی بندی نیاز دارد از این رو این کار برای توسعه به یک رشتهٔ خاص در آمد.
برای ساخت بازی به تیم توسعه نیاز است.
تیم توسعه شامل این افراد می‌شود:

### طراح
طراح بازی ویدئویی کسی است که طراحی کلی گیم‌پلی، محیط عمومی بازی، شخصیت‌ها و داستان آن را برعهده دارد. بسیاری از طراحان بازی کار خود را در انجام فعالیت‌هایشان به صورت آزمایشی پیگیری می‌کنند و پس از آزمون و خطاهای فراوان بخش به بخش، هر بخش از طراحی بازی را تکمیل و تأیید شده می‌کنند.

### طراحی هنری
طراحی هنری بازی ویدئویی (به انگلیسی: Game art design) به فرایند ایجاد مدل‌های دوبعدی یا سه‌بعدی خام برای طراحی بازی گفته می‌شود. این بخش از صنعت بازی‌سازی زیرمجموعه‌ای از توسعه بازی‌های ویدئویی است. در این مرحله از ساخت بازی، طراح وظیفه دارد تا مدل‌سازی سه‌بعدی را برای شخصیت‌ها، محیط و... با الهام از شخصیت و محیط واقعی، با کمک ابزارهایی چون موشن کپچر انجام دهد. این فرایند در مدل‌سازی دوبعدی به شیوه‌های آسان‌تر انجام می‌شود.

### برنامه‌نویس
یک برنامه‌نویس بازی‌های ویدئویی شخصی است که دارای مهارت‌های مندس نرم‌افزار بوده و در درجهٔ نخست و به شکل تخصصی در حوزهٔ توسعهٔ بازی ویدئویی متخصص است. معمولاً یک یا چند برنامه‌نویس عادی و برنامه‌نویس لید بازی مسئول تهیه و آغاز پیاده‌سازی کدهای ابتدایی بازی و دراختیار گذاردن اصول ابتدایی آن به توسعه‌دهندگان بعدی هستند.
این افراد در زمینه‌های مختلفی دارای تخصص هستند. برنامه‌نویسی فیزیک بازی و تهیه موتور بازی برای پیشبرد ساخت بازی. برنامه‌نویسی صدا، گیم‌پلی، واسط کاربری و برنامه‌نویسی ابزارهای بازی از تخصص‌های این افراد است.

### طراح مرحله
طراح مرحله یا طراح محیط (به انگلیسی: environment designer) یکی از مهم‌ترین نقش‌ها در زمینهٔ طراحی بازی است که از کلیدی‌ترین افراد طراح در حال حاضر است. طراح مرحلهٔ بازی، وظیفه طراحی محیط و سطوح سه‌بعدی بازی و مأموریت‌های درون ان است.

### صدا
یک طراح صدا وظیفهٔ طراحی جلوه‌های صوتی و ساخت عناصر صوتی مرتبط با بازی را برعهده دارد.

### آزمایش‌کننده
آزمایش کنندهٔ بازی ویدئویی، وظیفه سنجش بازی به منظور تضمین کیفیت را برعهده دارد. این افراد با تحلیل بازی آن را از اشکالات نرم‌افزاری می‌آلایند و فرایند کنترل کیفیت بازی رایانه‌ای را انجام می‌دهند.